# Pollock (film)
Pollock (Pollock) è un film del 2000, prodotto, diretto e interpretato da Ed Harris; si tratta della sua prima opera da regista. Il soggetto è tratto dal volume Pollock: an American Saga (1989) di Steven Neifeh e Gregory White Smith. Il film di Ed Harris è una delle più recenti "biopic" sull'arte e tra le migliori accolte dalla critica. La pellicola è stata presentata al Festival di Venezia del 2000 in prima mondiale, ma il film è arrivato nelle sale italiane solo nel maggio del 2003.
Ed Harris covava il progetto di un film su Pollock da diversi anni, infatti la passione per l'artista deriva da un libro sul pittore regalatogli dal padre in giovane età. Il regista ha cercato di mostrare tutti i risvolti del processo creativo messo in atto dal pittore e per farlo si è messo in gioco in prima persona, esplorando i diversi materiali usati e le tecniche pittoriche. Infatti durante il film l'attore-regista ha dovuto realmente dipingere simulando l'action painting di Pollock, aiutato anche da una impressionante somiglianza fisica con l'artista statunitense.

## Trama
Nel 1950 l'artista Jackson Pollock (1912-1956) è ripreso a firmare autografi durante un vernissage alla Betty Person Gallery mostra recensita dalla rivista Life; il pittore è all'apice della sua carriera. Si tratta, però, solo di un flash perché la trama del film ritorna indietro di nove anni quando ancora Pollock era alla ricerca del successo. Durante questo periodo conosce Lee Krasner, una giovane artista con la quale dividerà uno spazio espositivo, la quale diventerà più tardi sua moglie. Nel 1942 avviene il secondo incontro che cambierà la sua vita, quello con Peggy Guggenheim; la collezionista gli commissiona un grande quadro per la sua nuova casa, offre all'artista uno stipendio e la possibilità di fare la sua prima mostra personale. Il film prosegue mostrando gli alti e bassi della vita di Pollock, dovuti per altro alla depressione e al suo alcolismo. Nel 1943 l'artista, dopo una delle sue crisi, decide di trasferirsi a Long Island con Lee; proprio qui nel 1947 Pollock arriva al dripping, la tecnica per cui è diventato poi famoso.
Quando Lee vede la sua prima opera realizzata con questa tecnica afferma "Ce l'hai fatta, Pollock: c'è un abisso con il passato!" Questo risulta un punto di svolta del film, il pittore sembra aver trovato la sua strada, perlomeno dal punto di vista creativo (rimangono infatti i problemi con l'alcool e l'uso di psicofarmaci) e infatti nel 1949 la rivista Life pubblica una sua intervista. Si ritorna poi alla scena iniziale del film nel quale viene ripreso il culmine del successo dell'artista. Il film arriva direttamente al 1955, saltando la fase più discendente dell'artista, e si conclude mostrando la fine del rapporto di Pollock con la moglie Lee e la sua prematura morte a causa di un incidente d'auto insieme alla sua nuova giovane amante. Il film si conclude con una didascalia finale nella quale viene spiegato che Lee Krasner si occupò del patrimonio del marito per altri 28 anni, nei quali realizzò inoltre le sue opere migliori.

## Riconoscimenti
- 2001 - Premio Oscar
  - Miglior attrice non protagonista a Marcia Gay Harden
  - Candidatura miglior attore protagonista a Ed Harris
- 2000 - Camerimage
  - CandidaturaRana d'Oro a Lisa Rinzler
- 2001 - Independent Spirit Award
  - Candidatura alla miglior attrice non protagonista a Marcia Gay Harden
- 2000 - New York Film Critics Circle Award
  - Miglior attrice non protagonista a Marcia Gay Harden
- 2001 - Satellite Award
  - Candidatura al miglior attore in un film drammatico a Ed Harris
- 2001 - Toronto Film Critics Association Award
  - Miglior attore a Ed Harris
- 2001 - World Soundtrack Award
  - Scoperta dell'anno a Jeff Beal